# Jean Perraud
Pour les articles homonymes, voir Perraud.
Pour l’article ayant un titre homophone, voir Jean Peyrot.
Jean Perraud est un acteur québécois né le 19 février 1939 à Montréal et mort le 15 mai 1979 à Montréal.

## Biographie
Jean Perraud (de son vrai nom Jean Herbart), a tenu le rôle de « Laurent » dans la comédie musicale Monica la mitraille de Robert Gauthier et Michel Conte en 1968, salle Maisonneuve de la PdA de Montréal.

## Filmographie
- 1965 : Astataïon ou Le festin des morts
- 1966 : Moi et l'autre (série télévisée) : Laurent Bernier
- 1968 : Fanfreluche : plusieurs rôles différents
- 1970 : Mont-Joye (série télévisée) : René Sanche
- 1972 : Les Smattes : L'agent "junior" de la relocalisation
- 1977 : Duplessis (feuilleton TV) : Édouard Masson
- 1977 : Monsieur Zéro (TV) : Antonin
- 1980 : Cordélia : Père Meloche